# Улица Светозара Милетића (Сомбор)
| Улица Светозара Милетића | Улица Светозара Милетића                  |
| ------------------------ | ----------------------------------------- |
|                          |                                           |
| Почетак                  | Венац Радомира Путника                    |
| Крај                     | Раскрсница улица Карађорђева и Коњовићева |
| Дужина                   | око 1.000 m                               |
| Ширина                   | 6 до 7 m                                  |
| Створена                 |                                           |
| Названа                  |                                           |
| Стари називи             | Лемешка                                   |
|                          |                                           |
|                          |                                           |
| Поглед на улицу          |                                           |

Улица Светозара Милетића је једна од старијих градских улица у Сомбору, седишту Западнобачког управног округа. Протеже се правцем који повезује Венац Радомира Путника и на другој страни раскрисницу улица Карађорђева и Коњовићева. Дужина улице је око 1.000 м.

## Улице у Сомбору
Почетком 20. века (1907) Сомбор је био подељен на пет градских квартова (Унутрашња варош, Горња варош, Црвенка, Млаке или Банат и Селенча) и било је 130 улица. Данас у Сомбору има око 330 улица.
Некада квартови, данас Месне заједнице, којих на подручју Града Сомбора има 22. Сам Град има 7 месних заједница ("Црвенка", "Горња Варош", "Млаке", "Нова Селенча", "Селенча", "Стара Селенча" и "Венац"), док су осталих 15 у осталим насељеним местима.
Улица Светозара Милетића припада Месној заједници "Црвенка".

## Назив улице
Улица је у прошлости носила назив Лемешка, данас Светозара Милетића.
Улица је једна од прилазних градских улица из правца Светозара Милетића (Лемеш) - правац у који води или из ког долази, те је због тога у прошлости и названа тим именом.
Улица данас носи име Светозара Милетића:
- Светозар Милетић (1826 — 1901), српски правник, новинар и политичар, доктор права, адвокат у Новом Саду и народни посланик.

## Суседне улице
- Венац Радомира Путника
- Ивана Косанчића
- Јосипа Козарца
- Милана Топлице
- Скопљанска
- Партизанска
- Карађорђева
- Коњовићева

## Улицом Светозара Милетића
Улица Светозара Милетића је улица у којој се углавном налазе стамбене куће, неколико фирми и продајних објеката.

### Значајније институције и објекти у улици
Тренутно се у улици налази:
- Сомборелектро-електроинсталациони материјал и опрема, на броју 2
- Фарбара Фили, на броју 21
- Ауто сервис АБС Богишић, на броју 22
- Еуротерм - производња АЛ и ПВЦ столарије, на броју 37
- Агростарт-Мз Продавница резервних делова за пољопривредне машине, на броју 42
- Ауто делови Lucas Castrol Shop, на броју 50
- Gomex маркет, на броју 108
- Аутопраоница Sulex, на броју 108

## Галерија
- Поглед на улицу
- Поглед на улицу
- Поглед на улицу
- Lucas Castrol Shop
- Поглед на улицу
- Gomex маркет и Аутопраоница Sulex